# اوژن رابرت گلیزر
اوژن رابرت گلیزر (انگلیسی: Eugene Robert Glazer؛ زادهٔ ۱۶ دسامبر ۱۹۴۲) یک هنرپیشه اهل ایالات متحده آمریکا است.